# Месокамбос
Месокамбос (грч. Μεσόκαμπος) је насеље у Грчкој у општини Лерин, периферија Западна Македонија. Према попису из 2021. било је 60 становника.
На попису из 1940. године Месокамбос је имао 463 становника, од чега 60 грчких избегличких породица из Турске и 27 словенских породица. Село се раније звало Орта Оба.

## Становништво
| Година       | 1951 | 1961 | 1971 | 1981 | 1991 | 2001 | 2011 |
| ------------ | ---- | ---- | ---- | ---- | ---- | ---- | ---- |
| Становништво | 312  | 322  | 237  | 211  | 193  | 133  | 67   |